# Vanda sumatrana
Vanda sumatrana är en orkidéart som beskrevs av Rudolf Schlechter. Vanda sumatrana ingår i släktet Vanda och familjen orkidéer.
Artens utbredningsområde är Sumatera. Inga underarter finns listade i Catalogue of Life.